# Enzo Moavero Milanesi
Enzo Moavero Milanesi (Roma, 17 agosto 1954) è un politico e giurista italiano, ministro degli affari esteri e della cooperazione internazionale dal 1º giugno 2018 al 5 settembre 2019 nel governo Conte I.
È stato anche ministro per gli affari europei dal 16 novembre 2011 al 22 febbraio 2014 nei governi Monti e Letta.
Già giudice di primo grado presso la Corte di giustizia dell'Unione europea a Lussemburgo e collaboratore della Commissione europea in qualità di direttore generale del Bureau of European Policy Advisors.

## Biografia
Enzo Moavero Milanesi, la cui famiglia è originaria di Cavenago d'Adda, discende da Ferdinando Bocconi, fondatore dell'omonima università milanese. Nel 1977 si è laureato con lode in Giurisprudenza presso l'Università degli Studi di Roma "La Sapienza". In seguito, ha proseguito i suoi studi in Belgio al Collegio d'Europa di Bruges, dove si è specializzato in diritto dell'Unione europea. Dal 1977 al 1979 ha prestato servizio nella Guardia di Finanza con il grado di Sottotenente di Complemento, ricevendo un Encomio Solenne. Nel 1983 ha frequentato un corso di diritto internazionale all'Università del Texas di Dallas.
È stato professore incaricato di diritto dell'Unione europea presso l'Università di Roma "La Sapienza" e la Libera università internazionale degli studi sociali Guido Carli (LUISS) dal 1993 al 1996. In seguito, dal 1996 al 2000, ha insegnato presso l'Università Bocconi di Milano (1996-2000) e dal 2002 al 2006 è tornato alla Sapienza. Dal 1995 al 2000 è stato scelto quale Capo di Gabinetto da Mario Monti, al tempo Commissario europeo, prima al Mercato interno e poi alla Concorrenza. Dal 2002 al 2005 è stato Vicesegretario generale della Commissione europea.
Dal 2015 è direttore della School of Law della Libera università internazionale degli studi sociali Guido Carli e professore di diritto dell’Unione europea (IUS/14) nella medesima Università (dal 2014).
Nell'aprile 2017 dopo l'esperienza nei governi Monti e Letta, viene nominato dal Presidente del Consiglio Paolo Gentiloni Consigliere per la promozione della dislocazione a Milano della sede dell'Agenzia europea per i medicinali (EMA), già situata a Londra, poi invece affidata ad Amsterdam.
Nel dicembre 2020 è stato nominato consigliere del presidente dell'Università Luiss Guido Carli.

## Incarichi governativi

### Ministro per gli affari europei

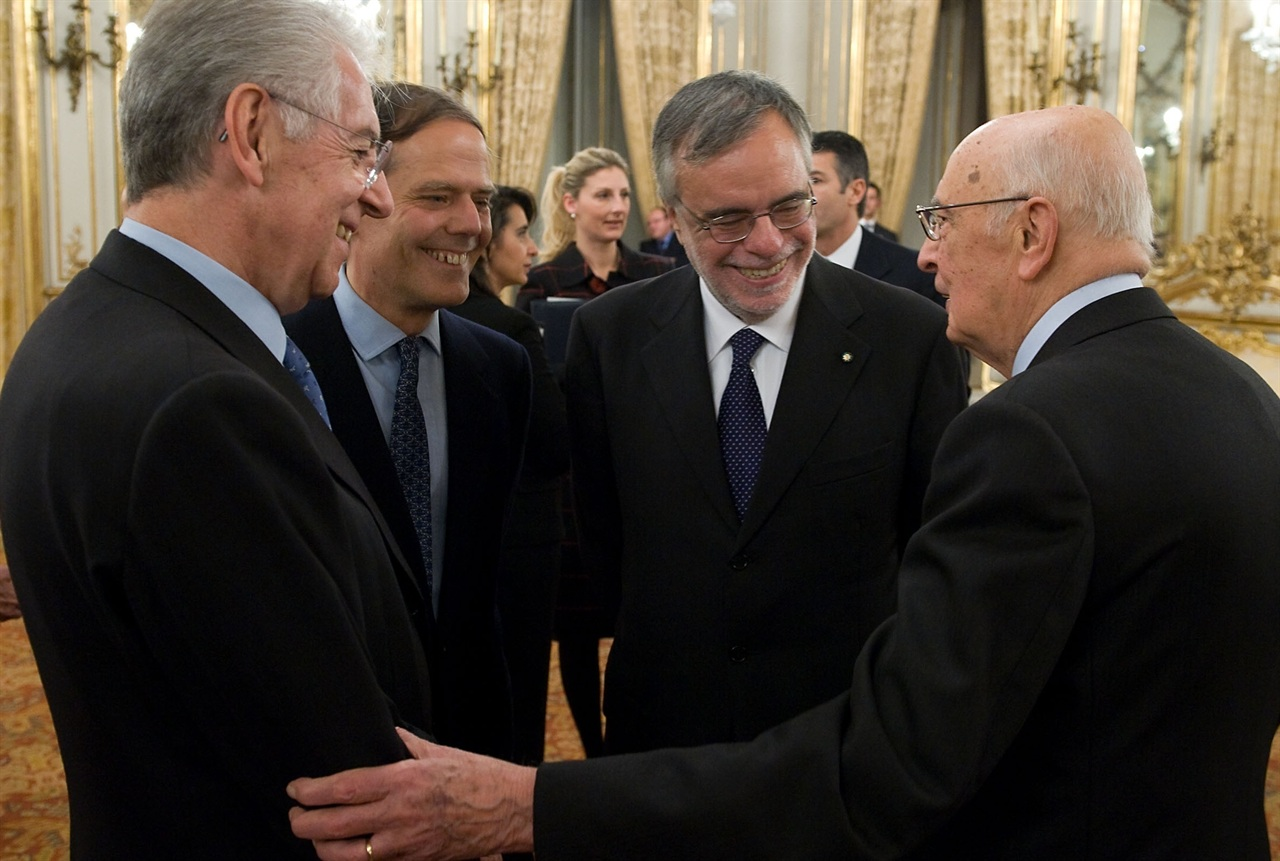
Mario Monti, Enzo Moavero Milanesi, Andrea Riccardi e Giorgio Napolitano (16 novembre 2011).

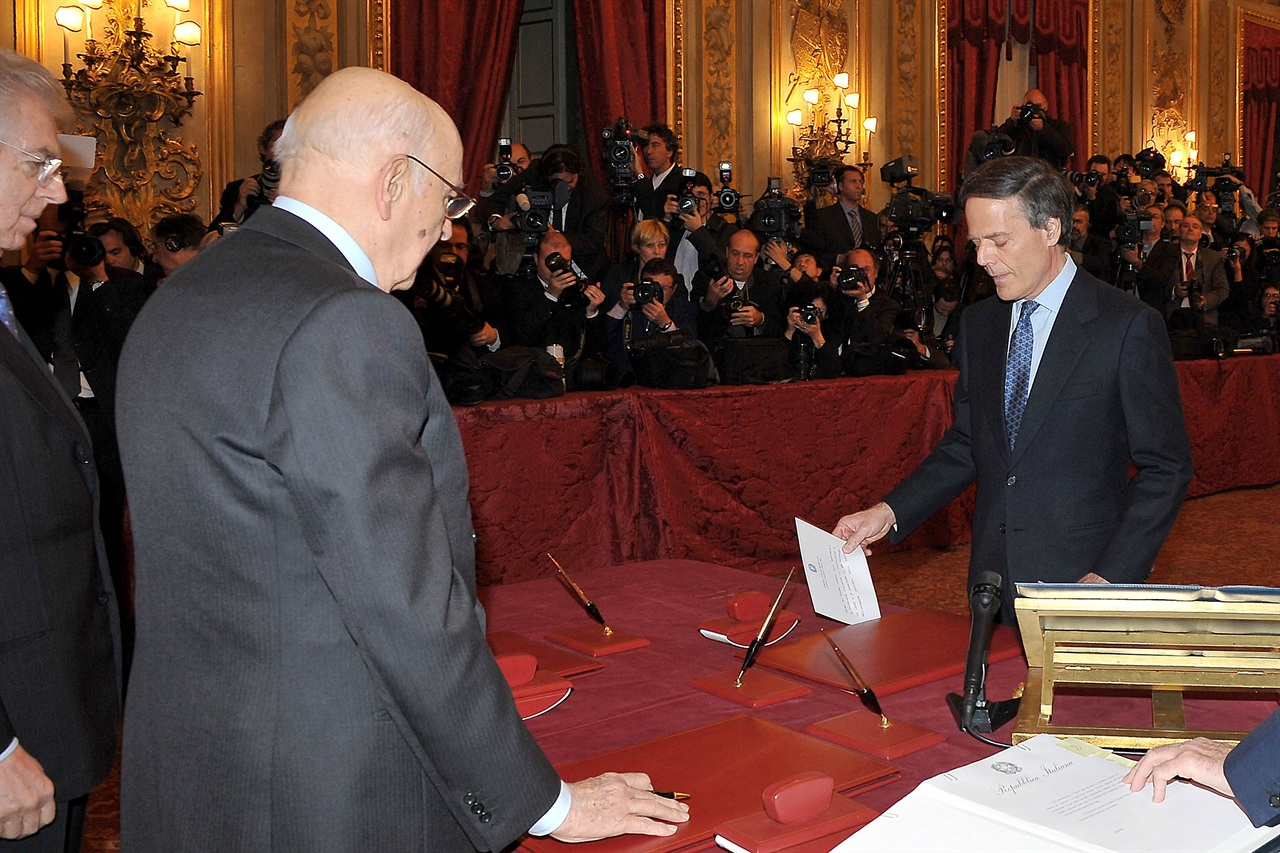
Enzo Moavero Milanesi giura come ministro per gli affari europei del Governo Monti.

Da sempre molto vicino a Mario Monti, viene nominato ministro per gli affari europei nel suo governo, prestando giuramento il 16 novembre 2011. Le cronache raccontano che arrivato nel suo ufficio abbia rifiutato una scrivania che sarebbe appartenuta a Benito Mussolini: "Sono antifascista, non la voglio".
Candidatosi alle elezioni politiche del 2013 nella lista Con Monti per l'Italia nella circoscrizione Lazio per il Senato della Repubblica, non viene eletto.
Il 30 marzo 2013, a seguito delle infruttuose Consultazioni per la formazione di un Governo, è stato chiamato dal Presidente della Repubblica Giorgio Napolitano a far parte del gruppo ristretto che ha lo scopo di avanzare proposte programmatiche in materia economico-sociale ed europea.
Il 28 aprile 2013, dopo esser stato Ministro per le politiche europee nel precedente governo Monti viene riconfermato allo stesso Ministero anche nel nuovo governo guidato da Enrico Letta. È uno dei due ex ministri del governo Monti presenti nel governo Letta (insieme ad Anna Maria Cancellieri), e di questi l'unico a essere riconfermato nel suo incarico precedente. Termina il suo incarico il 22 febbraio 2014.
Subito dopo la fine del suo incarico lascia Scelta Civica e si ritira dalle attività politiche.

### Ministro degli affari esteri e della cooperazione internazionale

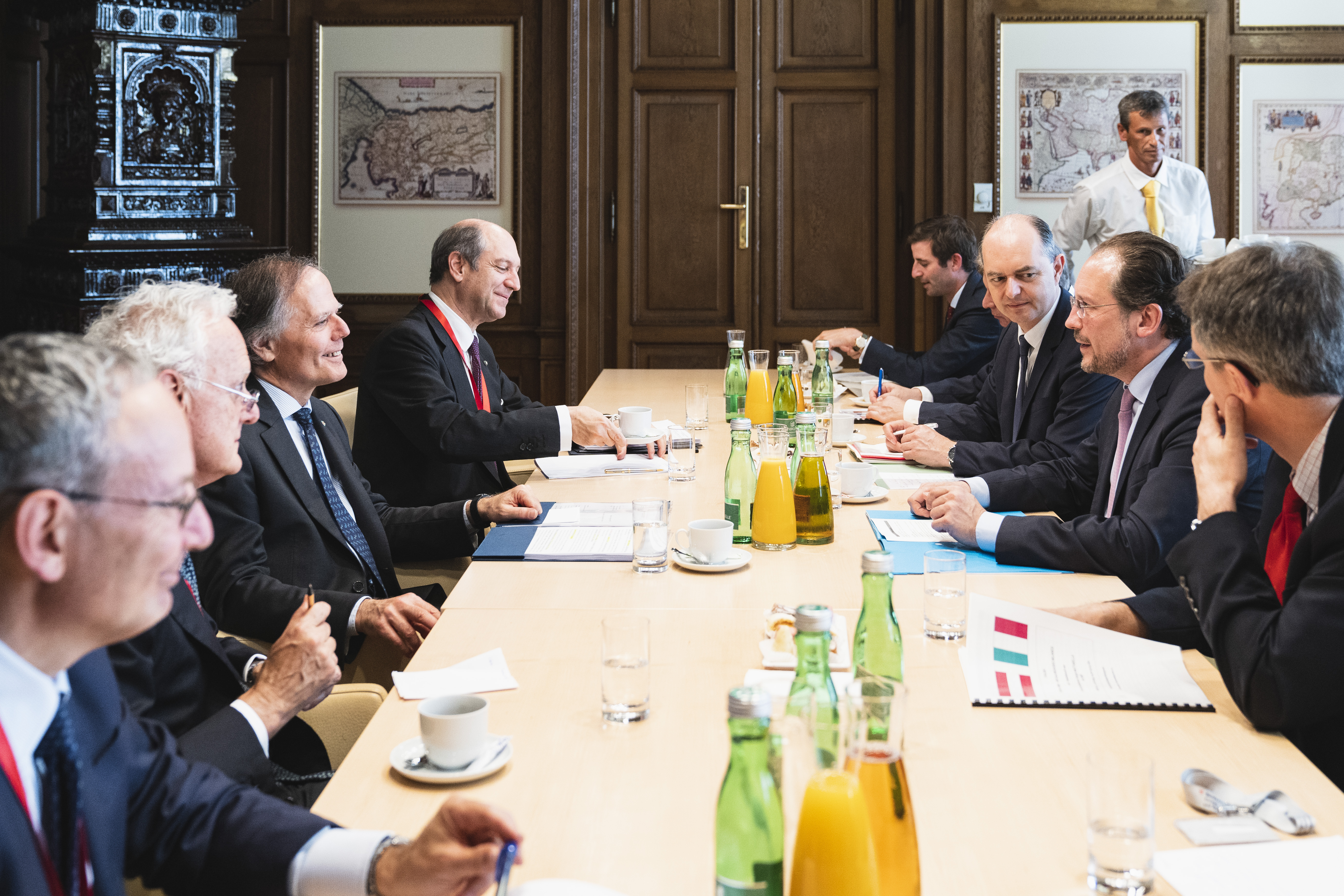
Enzo Moavero Milanesi incontra il ministro degli affari esteri austriaco Alexander Schallenberg, 1º luglio 2019.

Il 31 maggio 2018 viene indicato come Ministro degli affari esteri e della cooperazione internazionale nel governo Conte I, giurando il giorno successivo. Cessa dall'incarico il 5 settembre 2019 con il giuramento del governo Conte II, in cui gli succede Luigi Di Maio.

## Pubblicazioni
- Enzo Moavero Milanesi, Antitrust e concentrazioni fra imprese nel diritto comunitario, Milano, Giuffrè, 1992, ISBN 88-14-03112-6.
- Enzo Moavero Milanesi, Diritto della concorrenza dell'Unione Europea, Napoli, Editoriale Scientifica, 2004, ISBN 88-89373-10-5.
- Enzo Moavero Milanesi, Luigi Ferrari Bravo, Lezioni di diritto comunitario, Napoli, Editoriale Scientifica, 2000, ISBN 88-87293-47-3.
- Enzo Moavero Milanesi, Luigi Ferrari Bravo, Diritto comunitario, Napoli, Editoriale Scientifica, 2006, ISBN 88-95152-17-4.